# Bučečovci
Bučečovci je naselje u slovenskoj Općini Križevcima. Bučečovci se nalazi u pokrajini Štajerskoj i statističkoj regiji Pomurju. 

## Stanovništvo
Prema popisu stanovništva iz 2002. godine naselje je imalo 268 stanovnika.